# Friedrich Carl Ludwig Sickler
Friedrich Carl Ludwig Sickler est un polymathe allemand, né le 30 novembre 1773 à Gräfentonna et mort le 4 août 1836 à Hildburghausen.

## Biographie
Sickler est diplômé à Gotha, Altenburg et Göttingen où il obtient son doctorat en philologie. De 1805 à 1810, il est le tuteur auprès de l’ambassadeur de Prusse à Rome, Wilhelm von Humboldt (1767-1835). En 1812, il entre à la commission scolaire et est nommé premier directeur d’une nouvelle école, le Gymnasium Georgianum Hildburghausen.
Il devient un archéologue et un égyptologue réputé, traduisant les parchemins trouvés à Herculanum et étudiant la langue utilisée par les prêtres d’Égypte. Sa description de l’histoire romaine et de la géographie antique (1826) serviront comme manuels scolaires.
C’est dans une carrière de sable à Heßberg près d’Hildburghausen qu’il découvre en 1833, sur une dalle de grès, des traces de pattes d’un animal alors inconnu, c’est Johann Jakob Kaup (1803-1873) qui, plus tard, l’identifiera comme étant celles d’un Chirotherium.
Sa tombe à Hildburghausen est orné d’un sphinx ailé et, sous son, la représentation symbolique du dieu soleil égyptien.

## Orientation bibliographique
- Gerhard Steiner: Die Sphinx zu Hildburghausen. Friedrich Sickler: Ein schöpferischer Geist der Goethezeit., VCH, Weinheim 1985,  (ISBN 3-527-17553-9)
- Dr. Rudolf Armin Human: Chronik der Stadt Hildburghausen, Hildburghausen 1886

## Source
- Traduction de l'article de langue allemande de Wikipédia (version du 31 janvier 2009).